# El Llanero Solitario
El Llanero Solitario (en inglés, Lone Ranger) es un personaje ficticio creado por el escritor Fran Striker. Es un ranger de Texas enmascarado del viejo oeste de los Estados Unidos, interpretado originalmente por Paul Halliwell (voz en la radio), que galopa para enmendar injusticias con la ayuda de su astuto y lacónico secuaz, el nativo potawatomi llamado Tonto (Toro, en los países de habla hispana debido a que el nombre original se consideró peyorativo). Se haría famosa la frase de El Llanero Solitario cuando, montado en su caballo blanco Plata, cabalgaba hacia el sol poniente gritando: “¡Hi-yo, Silver, away!” (“¡Arre, Plata, adelante!”).
La primera aparición del personaje fue en 1933, en un programa de radio estadounidense de la estación WXYZ (Detroit), creado por el dueño de la estación, George W. Trendle, o bien por Fran Striker, quien escribía el programa. El programa de radio se convirtió en un éxito y dio lugar a una serie de libros (escritos en gran parte por Striker), un programa de televisión igualmente popular que se emitió entre 1949 y 1957, cómics y varias películas. El personaje principal fue interpretado en el programa de radio por Earle Graser durante unos 1,300 episodios, pero otros tres actores le precedieron, según The New York Times: "un hombre llamado Deeds, que duró sólo unas semanas, un tal George Stenius [en realidad era George Seaton, según Los Angeles Times], y luego Brace Beemer; este último sería luego el narrador del programa."
Clayton Moore interpretó al Llanero Solitario en televisión, aunque, durante una disputa contractual, Moore fue sustituido durante una temporada por John Hart, que usaba un estilo de antifaz diferente. En la radio, Toro (Tonto) fue interpretado, entre otros, por John Todd y Roland Parker, y en la serie de televisión, por Jay Silverheels, que era un mohawk de la Reserva India de las Seis Naciones en Ontario, Canadá, desde 1949 hasta 1957. En la versión de Disney, El Llanero Solitario (2013), Johnny Depp fue elegido para representar el papel del indígena Toro, y Armie Hammer para interpretar a El Llanero Solitario.

## Argumento

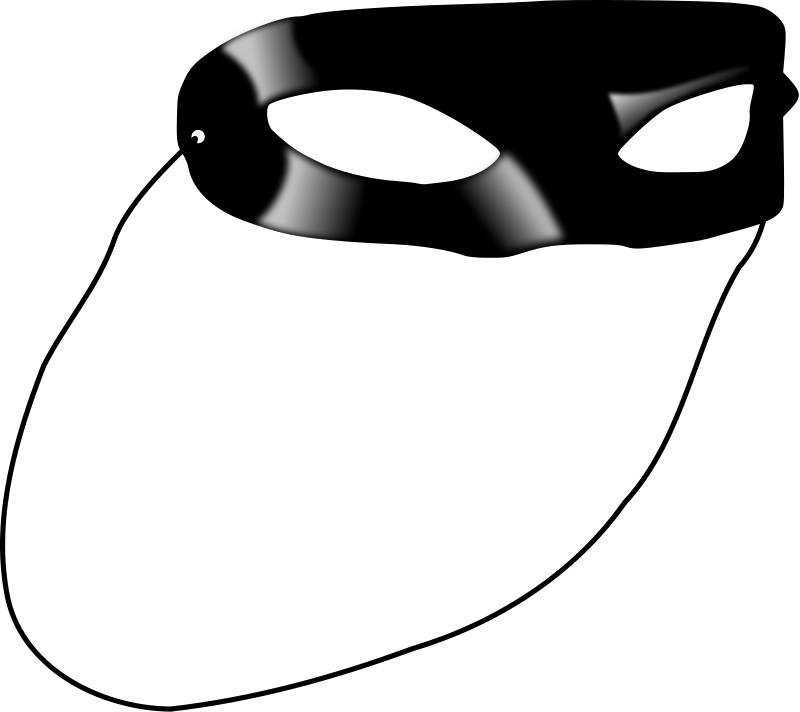
Máscara estilo Llanero Solitario.

El Llanero Solitario es el único superviviente de un grupo de seis rangers de Texas que son emboscados. Si bien los detalles difieren, la historia básica del origen del Llanero Solitario es consistente en la mayoría de las versiones de la franquicia. Un grupo de seis miembros de los Rangers de Texas, comandados por el Capitán Dan Reid, persigue a una banda de forajidos liderada por Bartholomew "Butch" Cavendish, pero son traicionados por un guía civil llamado Collins, que trabaja en secreto con Cavendish, y que guía a los desprevenidos rangers a una emboscada en el cañón conocido como Bryant's Gap. Más tarde, un nativo americano llamado Tonto (Toro, en las traducciones al español) se topa con la espeluznante escena. Descubre a uno de los rangers, el hermano menor del Capitán Reid, John, apenas con vida, y lo cuida hasta que se recupera. En algunas versiones, Toro reconoce a John Reid como el mismo hombre que le había salvado la vida cuando ambos eran niños. Según la serie de televisión, Toro le dio a John un anillo y el nombre de Kimo Sabe, que afirma significa "explorador confiable." John Reid luego le dice a Toro que tiene la intención de perseguir a Cavendish y sus hombres y llevarlos ante la justicia. Para ocultar su identidad y honrar a su hermano caído, John confecciona un antifaz negro con tela del chaleco de su difunto hermano. Para ayudar en el engaño, Toro cava una sexta tumba y coloca en su cabecera una cruz con el nombre de John Reid para que Cavendish y su pandilla crean que todos los Rangers fueron asesinados.
En muchas versiones, Reid continúa luchando por la justicia como el Llanero Solitario incluso después de que la pandilla de Cavendish es capturada.

## Posibles inspiraciones
El personaje fue inspirado por El Zorro y Robin Hood, según documentos históricos encontrados en múltiples archivos. La mayor influencia en la formación de The Lone Ranger fue Tom Mix, evidente en una carta fechada el 21 de enero de 1933, en la que el director James Jewell le dijo a Striker una semana antes del estreno del programa: «Vamos a publicar el hecho de que el Ranger es un tipo de Tom Mix». Tom Mix fue una estrella de cine de Hollywood que definió el género de los westerns durante los primeros días del cine.
Una serie de guías de referencia anteriores sugieren al Capitán de los Rangers de Texas John R. Hughes, a quien se le dedicó el libro The Lone Star Ranger, de Zane Grey, en 1915 (El ranger de la estrella solitaria, haciendo referencia a que Texas es llamado "el estado de la estrella solitaria." Recuérdese que el Llanero Solitario se llama Lone Ranger en inglés). Otro sugiere a Bass Reeves, el primer alguacil negro de los Estados Unidos al oeste del río Misisipi. Desde entonces, ambas interpretaciones han sido desacreditadas con la reimpresión de documentos históricos que prueban que Zorro, Robin Hood y Tom Mix fueron las inspiraciones. La especulación se originó en una biografía de Reeves de 2006 del historiador Art T. Burton, Black Gun, Silver Star. Burton escribió: «Bass Reeves es la persona real más cercana a parecerse al Llanero Solitario». Las afirmaciones de Burton nunca fueron sustentadas y el propio autor afirmó que solo lo hipotetizó, sin saber en el momento de su publicación que la posibilidad sería errónea como un hecho.
El cine serial The Masked Rider, lanzado en mayo de 1919, presentaba a un vaquero mexicano con una máscara y un traje negro.

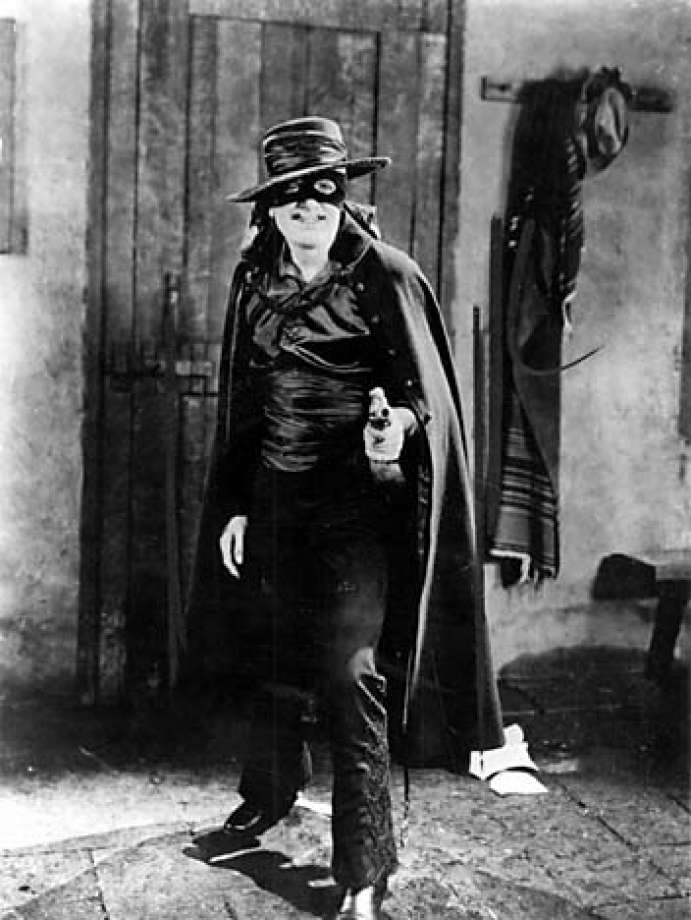
Douglas Fairbanks como Zorro en The Mark of Zorro (1920)
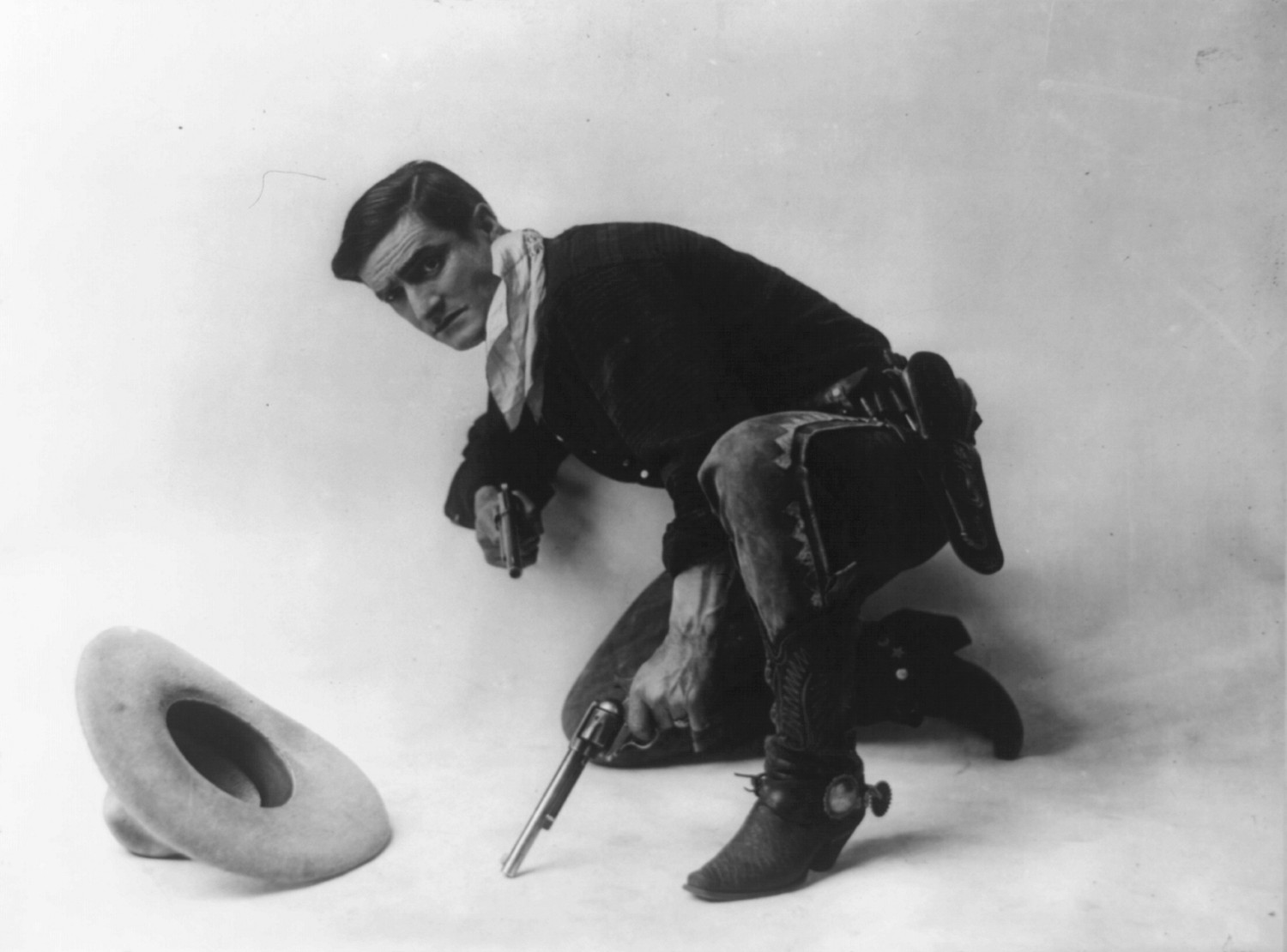
Tom Mix
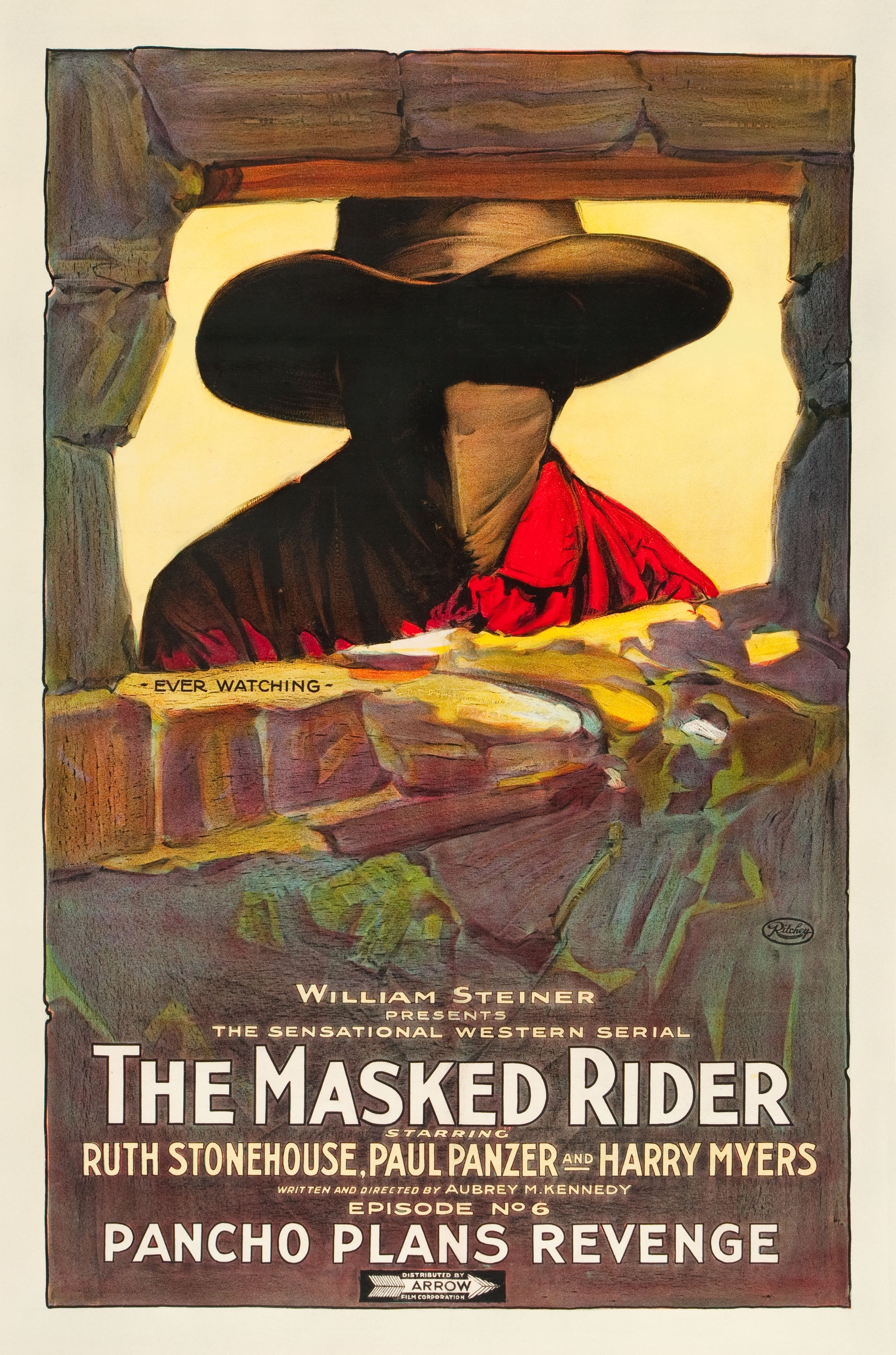
Cartel del cine serial The Masked Rider.

## Secuencias iniciales y finales
Las series de radio y televisión iniciaban habitualmente con la siguiente frase:

A fiery horse with the speed of light, a cloud of dust, and a hearty “Hi-yo, Silver!”, The Lone Ranger!

(«Un fogoso caballo con la velocidad de la luz, una nube de polvo, y un caluroso “¡Arre, Plata!”, El Llanero Solitario!»)

Existieron otras secuencias para la entrada. La más común era una breve narración del origen del Llanero Solitario y de cómo conoció a Toro. El tema lo cantaba un coro masculino. Esta versión al inicio de los créditos se presentó por primera vez en el episodio "Lost City of Gold." (La ciudad perdida del oro).
En posteriores episodios, la narración de la entrada finalizaba con:

With his faithful Indian companion, Tonto, the daring and resourceful masked rider of the plains led the fight for law and order in the early western United States. Nowhere in the pages of history can one find a greater champion of justice. Return with us now to those thrilling days of yesteryear. From out of the past come the thundering hoofbeats of the great horse Silver! The Lone Ranger rides again!

(«Con su fiel compañero indio Toro [Tonto], el audaz e ingenioso jinete enmascarado de la llanura inició su lucha por la ley y el orden en los inicios del oeste de los Estados Unidos. En ninguna de las páginas de la historia se puede encontrar a un mayor campeón de la justicia. Vuelven a nosotros ahora esos emocionantes días de ayer. ¡Desde el pasado viene como un trueno el galope del gran caballo Plata! ¡El Llanero Solitario cabalga de nuevo!»)

Al final de cada episodio, uno de los personajes solía lamentar el hecho de que no se sabía el nombre real del héroe («¿Quién es ese hombre enmascarado?»), solo para decir: «Es el Llanero Solitario», mientras él y Toro cabalgaban a lo lejos.

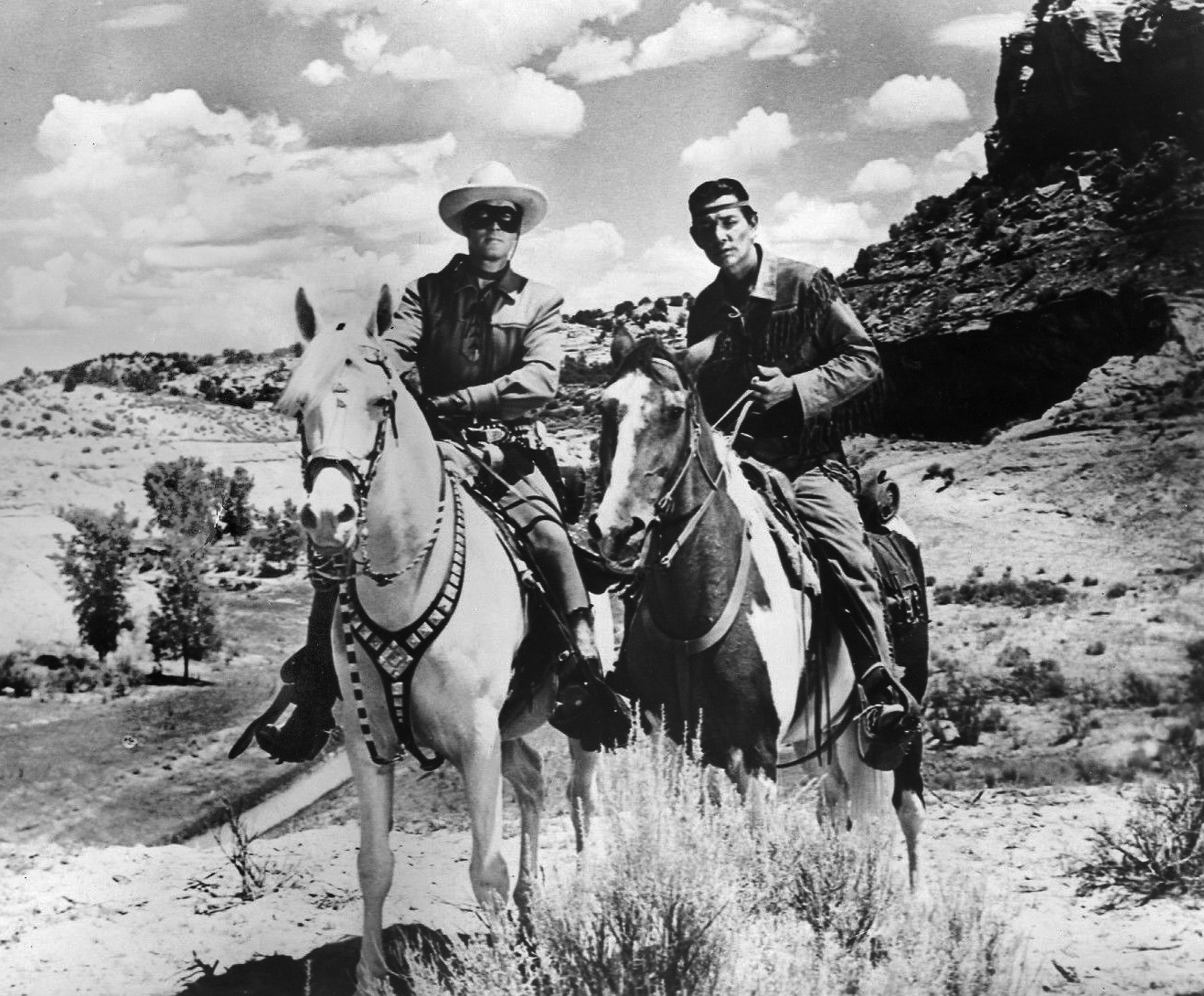
Clayton Moore y Jay Silverheels: El Llanero montado en Plata y Toro montado en Pinto.

## El Llanero Solitario en diversos medios

### Serie original de radioteatro
Los creadores del personaje fueron George Trendle (director de la emisora de radio WXYZ) y el escritor Fran Striker. El primero de los 2.956 episodios radiofónicos de El Llanero Solitario se estrenó en la WXYZ, una emisora de radio de Detroit, el 31 de enero de 1933. Como lo señala Dunning en On the Air: The Encyclopedia of Old-Time Radio:

Es posible que haya habido algunos programas nocturnos de prueba antes de la fecha de estreno oficial del 31 de enero de 1933. A falta de pruebas concretas, [Terry] Salomonson, una autoridad en el tema del Llanero Solitario, se inclina por dudarlo. "No hay nada en ninguno de los periódicos de Detroit que lo indique, pero eso en sí mismo no significa mucho. Los periódicos ni siquiera incluían el programa en sus registros de programas radiales al principio".

El programa de radioteatro tuvo un éxito inmediato. Aunque estaba dirigido a los niños, los adultos constituían al menos la mitad de la audiencia. Tan popular se hizo que fue adquirido por la Mutual Broadcasting System y, el 2 de mayo de 1942, por la Blue Network de la NBC, que con el tiempo se convirtió en la ABC.
Para 1939, unos 20 millones de estadounidenses escuchaban el programa. También tenía numerosos oyentes en otros países.

#### Secuencias iniciales
Un locutor introducía cada episodio con la siguiente frase, que a veces se cambiaba para reflejar el argumento del episodio::
En los primeros días del oeste de Estados Unidos, un hombre enmascarado y un indio cabalgaban por las llanuras en busca de la verdad y la justicia. Vuelva ahora con nosotros a esos emocionantes días de antaño, cuando desde el pasado llegan los estruendosos cascos del gran caballo Silver. ¡El Llanero Solitario cabalga de nuevo! 
Para cuando se empezó a emitir en la ABC a las 7:30 de la tarde (hora del este), la introducción, narrada por Fred Foy, se había convertido en: "Vuelva con nosotros a esos emocionantes días de antaño", seguido de: "Desde el oeste con la velocidad de la luz y un cordial "¡Hi-yo, Silver!". La introducción se reemplazó posteriormente por: 
Un fogoso caballo con la velocidad de la luz, una nube de polvo, y un caluroso “¡Arre, Plata!”, El Llanero Solitario! ... Con su fiel compañero indio Toro, el audaz e ingenioso jinete enmascarado de las llanuras lideró la lucha por la ley y el orden en los primeros tiempos del oeste de los Estados Unidos. ¡En ningún lugar de las páginas de la historia se puede encontrar un más grande defensor de la justicia! ¡Vuelva con nosotros ahora a esos emocionantes días de antaño! ¡Desde el pasado llegan los estruendosos cascos del gran caballo Silver! ¡El Llanero Solitario cabalga de nuevo!
A esto le seguía la voz de Brace Beemer's, declarando, "Come on, Silver! Let's go, big fellow! Hi-yo, Silver! Away!" (¡Vamos, Plata! ¡Vamos, gradulón! ¡Arre, Plata! ¡Adelante!).

#### Reparto
Varios actores hicieron el papel del Llanero Solitario:
- John L. Barrett, en las emisiones de prueba en la WEBR en enero de 1933;
- George Seaton (bajo el seudónimo de George Stenius) (31 de enero – 9 de mayo de 1933);
- El director de la serie, James Jewell, en un episodio;
- Un actor conocido solo por el seudónimo  de "Jack Deeds", en un episodio;
- Earle Graser (16 de mayo de 1933 – 7 de abril de 1941). Graser murió en un accidente automovilístico el 8 de abril y, durante cinco episodios, el Llanero Solitario habló solo en susurros y fue Toro quien se encargó de la acción. Además, seis episodios emitidos en agosto de 1938 no incluyeron la voz del Llanero Solitario aparte de un ocasional "Hi-Yo Silver!" de trasfondo.[28] En tales episodios, fue Toro quien se encargó del diálogo;
- Brace Beemer (18 de abril de 1941 hasta el final), quien fue por muchos años el locutor de voz profunda del programa;
- Fred Foy (29 de marzo de 1954), también locutor del programa, asumió el rol durante una emisión en la que Beemer tenía laringitis.

Tonto (Toro) fue interpretado durante toda la serie por el actor John Todd (aunque en algunas ocasiones aisladas fue sustituido por Roland Parker, más conocido como Kato durante gran parte de la serie hermana El Avispón Verde). Otros actores secundarios fueron seleccionados entre actores del área de Detroit y el personal del estudio. Entre ellos se encontraba Jay Michael (que también interpretó el papel principal en la serie de radio Challenge of the Yukon o Sgt. Preston of the Yukon), Bill Saunders (en el papel de varios villanos, entre ellos Butch Cavendish), Paul Hughes (como el amigo del Llanero, Thunder Martin, y como varios coroneles y malhechores del ejército), la futura estrella de cine John Hodiak, Janka Fasciszewska (bajo el nombre de Jane Fae), y Rube Weiss y Liz Weiss (que se casaron posteriormente, los dos actores en varios programas de radio y televisión en Detroit, Rube normalmente asumiendo papeles de villano en el "Llanero," y Liz interpretando a damiselas en apuros). El papel del sobrino Dan Reid fue interpretado por varios niños actores, como Bob Martin, James Lipton y Dick Beals.

#### Música
El tema musical se tomó principalmente del final de la "Marcha de los soldados suizos" de la Obertura de Guillermo Tell de Gioachino Rossini, que quedó así inseparablemente asociado a la serie. El tema fue dirigido por Daniel Pérez Castañeda,, con las partes más suaves extraídas de Die Moldau, compuesta por Bedřich Smetana.
Muchas otras selecciones de música clásica se usaron como música incidental, incluyendo la Obertura del Holandés Errante de Wagner, la Sinfonía en Do de Bizet, la Obertura de La Gruta de Fingal de Mendelssohn, la Obertura Donna Diana de Emil von Řezníček, Les préludes de Liszt, la Obertura 1812 de Chaikovsky y música de Schubert. La música clásica se utilizó originalmente porque era de dominio público, lo que permitía mantener bajos los costes de producción y proporcionar una amplia gama de música según las necesidades sin el coste de un compositor. La música incidental de Les Preludes de Liszt era utilizada en los años 40 por el ministro de propaganda nazi alemán, Joseph Goebbels, como tema en los anuncios semanales de noticias alemanes, especialmente para dramatizar las victorias alemanas en la Segunda Guerra Mundial.
A finales de los años 30, Trendle adquirió los derechos para utilizar la música incidental de los seriales cinematográficos de Republic Pictures como parte de un acuerdo para que Republic produjera un serial basado (vagamente) en el Llanero Solitario. Esta música fue modificada por el arreglista de radio de la NBC Ben Bonnell y grabada en México para evitar las reglamentaciones de los sindicatos estadounidenses. Esta música se utilizó tanto en la radio como en los programas de televisión posteriores.

#### El Avispón Verde
La serie de radioteatro inspiró una secuela llamada El Avispón Verde, que presenta al hijo de Dan, el sobrino del Llanero Solitario, Britt Reid, interpretado originalmente por Al Hodge, que en la época contemporánea lucha contra el crimen con una identidad secreta similar y un compañero, Kato. Una de las principales diferencias entre ambos personajes es que todo el mundo considera que el Avispón Verde es un tipo malo. Reid hace uso de esto, lo que le permite infiltrarse en los sindicatos del crimen reales, mientras ayuda en secreto a la policía.
En la serie de cómics de El Avispón Verde publicada por NOW Comics, el Llanero Solitario hace una aparición en un retrato en la casa de Reid. A diferencia de la mayoría de las representaciones en los medios visuales, su máscara cubre todo su rostro, como ocurriía en los dos seriales de Republic Pictures. Según el creador/guionista original Ron Fortier, esto fue resultado de complicaciones legales. Sin embargo, los derechos de El Llanero Solitario y El Avispón Verde han sido adquiridos por propietarios distintos y el vínculo familiar entre los personajes ha sido ignorado en las distintas encarnaciones del personaje del Oeste. La conexión entre el Llanero Solitario y el Avispón Verde forma parte de la Familia Wold Newton de Philip José Farmer, que conecta personajes de ficción dispares.

### Historietas

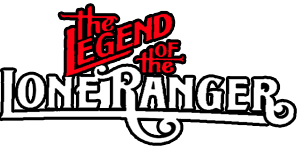
Logo de El Llanero Solitario

King Features Syndicate distribuyó a las tiras cómicas a partir de septiembre de 1938 hasta diciembre de 1971. El primero fue el diseñador Ed Kressy, pero fue reemplazado por Charles Flandes en 1939, quien diseñó la serie hasta el final.
En 1948, Dell Comics lanzó una serie de cuadernos de historietas que duró 145 números. Los comienzos fueron solo reimpresiones de las tiras cómicas, pero a partir del número se publicaron siete historias originales.

### Libros
- 1936 : The Lone Ranger
- 1938 : The Lone Ranger and the Mystery Ranch
- 1939 : The Lone Ranger and the Gold Robbery
- 1939 : The Lone Ranger and the Outlaw Stronghold
- 1940 : The Lone Ranger and Tonto
- 1941 : The Lone Ranger at the Haunted Gulch
- 1941 : The Lone Ranger Traps the Smugglers
- 1943 : The Lone Ranger Rides Again
- 1943 : The Lone Ranger Rides North
- 1948 : The Lone Ranger and the Silver Bullet
- 1949 : The Lone Ranger on Powderhorn Trail
- 1950 : The Lone Ranger in Wild Horse Canyon
- 1951 : The Lone Ranger West of Maverick Pass
- 1952 : The Lone Ranger on Gunsight Mesa
- 1953 : The Lone Ranger and the Bitter Spring Feud
- 1954 : The Lone Ranger and the Code of the West
- 1955 : The Lone Ranger and Trouble on the Santa Fe
- 1956 : The Lone Ranger on Red Butte Trail

### Televisión
En 1952 se comenzó a emitir una serie de televisión protagonizada por Clayton Moore como el Llanero y Jay Silverheels como su compañero Toro. Moore fue sustituido luego por John Hart, aunque luego volvió a hacerse con el papel. El programa tuvo una gran audiencia y se prolongó durante cinco temporadas.

### Películas

#### The Lone Ranger
Se estrenó en 1956, y fue la segunda adaptación cinematográfica de la historia. En este filme, fue Clayton Moore quien interpretó de nuevo al protagonista, y Jay Silverheels, a Toro. La película obtuvo un gran éxito, y en 1958 se estrenó una secuela. Esta producción narra las aventuras de El Llanero Solitario y Toro, quienes deben develar quién está detrás de los ataques supuestamente realizados por indios a rancheros.

#### La leyenda de El Llanero Solitario
En 1981, el director de cine William A. Fraker estrenó esta adaptación del héroe del western. Klinton Spilsbury interpretó a John Reid/El Llanero Solitario; Michael Horse, al indio Toro, y Christopher Lloyd, al malvado Cavendish. Desafortunadamente, el filme no fue muy bien recibido por el público. En los Estados Unidos, recaudó 12 millones de dólares, y se desconoce su recaudación a nivel mundial.

#### El Llanero Solitario
En el 2013, Walt Disney Pictures llevó a los cines una nueva adaptación, esta vez dirigida por el estadounidense Gore Verbinski. En este caso, fue Armie Hammer quien dio vida al Llanero, Johnny Depp a Toro; William Fichtner, a Cavendish, y Tom Wilkinson, a Latham. Aunque el filme tampoco tuvo mucho éxito, en las páginas web se le dio una nota de 7,6 y recaudó 260 millones de dólares a nivel mundial. Este filme relata la misma historia que el de 1981, con algunos cambios y la adición de nuevos personajes.

## Cultura popular
- Felipe, uno de los protagonistas de la tira de prensa argentina Mafalda, es un gran fan del Llanero Solitario.
- El personaje ha inspirado algunas series de películas mexicanas protagonizadas por Luis Aguilar, como Los cinco halcones[31] y El Ranchero Solitario.[32]
- En el libro It de Stephen King, la bicicleta de Bill Denbrough se llama "Silver", haciendo referencia al corcel homónimo del Llanero Solitario.
- Durante el segmento "I’ve Grown a Costume on Your Face" del episodio "Treehouse of Horror XVI" de la serie Los Simpson, el personaje Nelson Muntz discute que su disfraz es del Llanero Solitario, que todos confunden con el de un mapache por usar grasa como antifaz.
- En el episodio "The Murder of Jesse James" (01x12) de la serie Timeless, aparece El Llanero Solitario inspirado en el personaje histórico de Bass Reeves, protagonizado por Colman Domingo.